# Андреас Крамер
Андреас Крамер (швед. Andreas Kramer; народ. 13 квітня 1997) — шведський легкоатлет, який спеціалізується в бігу на 800 метрів і бігу на 1500 метрів. Срібний призер чемпіонату Європи (2018).

## Біографія
У 2017 році він здобув титул чемпіона Європи серед молоді на дистанції 800 метрів, випередивши британця Даніеля Роудена і німецького атлета Марка Реутера.
На чемпіонаті світу 2017 року, з результатом 1: 46.25, став за результатами одинадцятим, не зумівши пробитися до фінального забігу.
Його 800-метровий особистий рекорд — 1: 45.03, — був установлений у Берліні 11 серпня 2018 року. У залі його рекорд становить 1: 46.86, який він зміг показати в Белграді в березні 2017 року. Результат 1: 47.85, показаний у 2016 році, є найкращим часом серед юніорів.
11 серпня 2018 року на Олімпійському стадіоні в Берліні Андреас Крамер установив свій особистий рекорд і новий національний рекорд Швеції (1:45:03), це дозволило йому виграти срібну медаль на чемпіонаті Європи.